# John Winterton

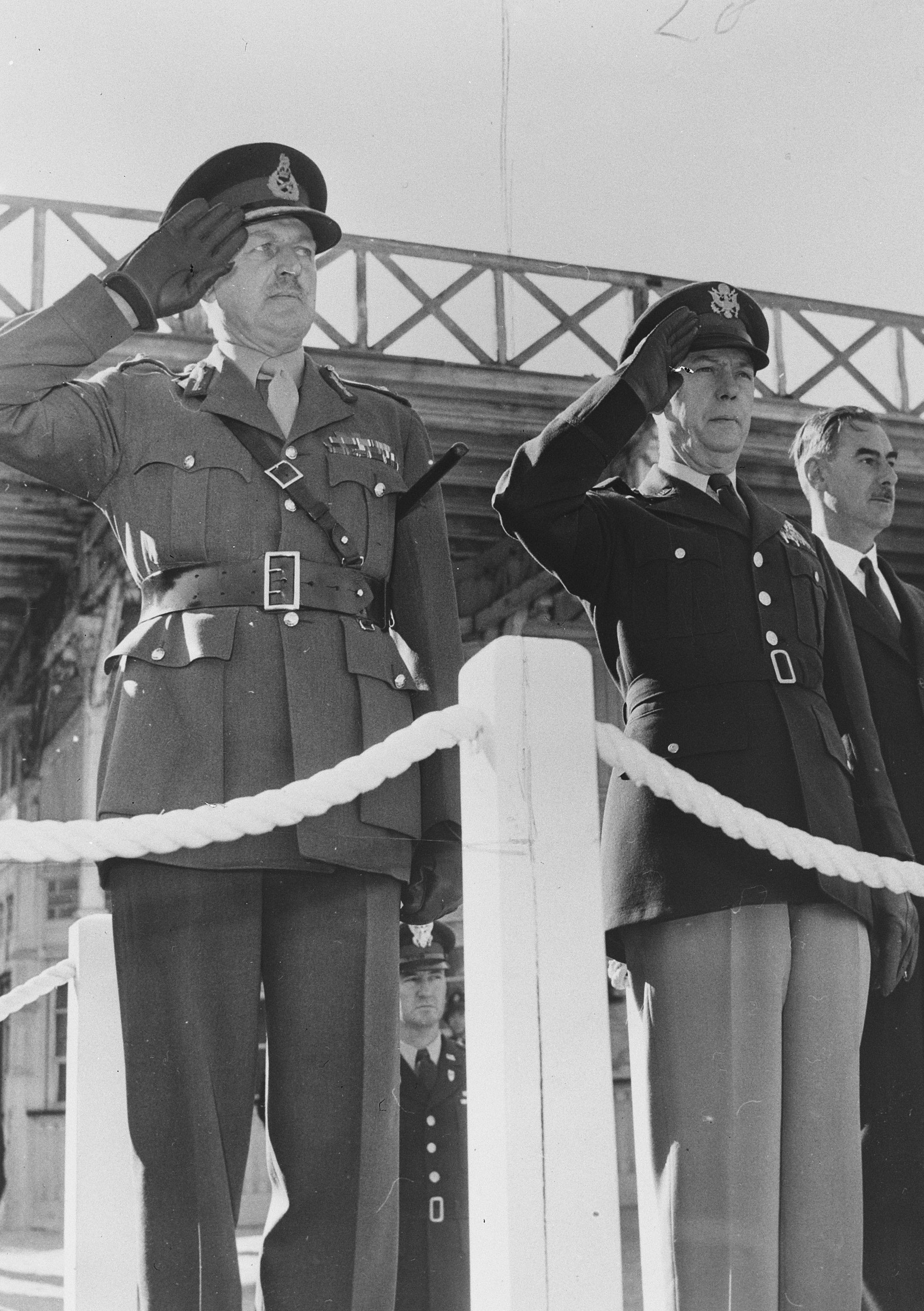
John Winterton (1953)

Sir Thomas John Willoughby Winterton, KCB, KCMG, CBE (* 13. April 1898 in Newbury, Berkshire, England; † 14. Dezember 1987) war ein britischer Offizier und zuletzt Generalmajor der British Army, der unter anderem 1950 Hochkommissar der britischen Besatzungszone in Österreich sowie zwischen 1951 und 1954 Militärkommandant und Militärgouverneur der Zone A des Freien Territoriums Triest war.

## Leben
Thomas John Willoughby Winterton, der üblicherweise den Vornamen John führte, war der Sohn von H. J. C. Winterton und absolvierte nach dem Besuch der 1556 gegründeten Oundle School eine Offiziersausbildung an der Royal Military Academy Woolwich, nach deren Abschluss er 1917 als Second Lieutenant in die Royal Artillery übernommen wurde. In den folgenden Jahren folgten zahlreiche Verwendungen als Offizier und Stabsoffizier. Er war unter anderem zwischen 1938 und 1939 Instrukteur am Staff College Camberley und zu Beginn des Zweiten Weltkrieges von 1939 bis 1940 Assistierender Generalquartiermeister der in Frankreich eingesetzten Britischen Expeditionsstreitkräfte BEF (British Expeditionary Force). Für seine Verdienste wurde er 1940 zum Officer des Order of the British Empire (OBE) ernannt und war zwischen 1940 und 1941 als Chefinstrukteur am Staff College Camberley tätig. Nachdem ihm am 3. Februar 1941 der kommissarische Rang als Acting Brigadier verliehen wurde, war er bis 1942 Brigadegeneral im Generalstab des Heereskommandos Südost (South Eastern Command). Im Anschluss erhielt er während des Burmafeldzuges am 1. April 1942 den kommissarischen Rang als Acting Major-General und war daraufhin kurzzeitig als Generalmajor im Generalstab der Burma-Armee. Danach fungierte er zwischen dem 17. Juni 1942 und Mai 1943 als stellvertretender Chef des Generalstabes im Hauptquartier des Heeres in Britisch-Indien (Deputy Chief General Staff, Army Headquarters India). Für seine Verdienste in dieser Verwendung wurde er 1942 auch zum Commander des Order of the British Empire (CBE) ernannt. Im weiteren Kriegsverlauf war er vom 16. November 1943 bis zum 15. Februar 1944 Kommandeur der zur Britisch-Indischen Armee gehörenden 123rd Indian Brigade, die ebenfalls für militärische Operationen in Burma eingesetzt war. Anschließend war zwischen 1944 und 1945 noch Kommandeur einer in Italien eingesetzten Brigade.
Nach Kriegsende war Winterton von 1945 bis 1949 stellvertretender Leiter der Alliierten Kommission für Österreich und wurde für seine Verdienste in jener Zeit 1946 auch zum Companion des Order of the Bath (CB) ernannt. Als Nachfolger von Generalleutnant Sir Alexander Galloway übernahm er am 1. Januar 1950 das Amt als Hochkommissar der britischen Besatzungszone in Österreich (British High Commissioner Austria) und bekleidete dieses bis zum 1. August 1950, woraufhin der Diplomat Sir Harold Caccia ihn ablöste. Gleichzeitig wurde er als Nachfolger von Generalleutnant Sir Alexander Galloway im Januar 1950 Oberkommandierender der britischen Truppen in Österreich (Commander in Chief, British Troops Austria) und hatte dieses Kommando bis zu seiner Ablösung durch Generalmajor Michael West im Juli 1950 inne. Im Zuge der sogenannten „Birthday Honours“ wurde er am 8. Juni 1950 als Knight Commander des Order of St Michael and St George (KCMG) geadelt, so dass er fortan das Prädikat „Sir“ führte.
Am 1. April 1951 trat Generalmajor Sir John Winterton die Nachfolger von Generalmajor Sir Terence Airey Militärkommandant und Militärgouverneur der Zone A des Freien Territoriums Triest. Er verblieb in diesem Amt bis zu dessen Auflösung am 26. Oktober 1954. Im Rahmen der sogenannten „New Year Honours“ wurde er darüber hinaus am 1. Januar 1955 auch zum Knight Commander des Order of the Bath (KCB) erhoben. Er schied 1955 aus dem aktiven Militärdienst und trat in den Ruhestand. Als Nachfolger von General Sir Bernard Paget übernahm er 1955 das Ehrenamt als Colonel of The Oxfordshire and Buckinghamshire Light Infantry. Dieses Ehrenamt hatte er bis 1958 inne und wurde daraufhin Colonel of The 1st Green Jackets (43rd and 52nd), die aus der Oxfordshire and Buckinghamshire Light Infantry hervorgegangen war. Das Amt des Colonel of The 1st Green Jackets übte er bis 1960 aus und wurde daraufhin von General Sir Gerald Lathbury abgelöst.
Aus seiner 1921 geschlossenen Ehe mit Helen Shepherd-Cross gingen der Geistliche Reverend Cecil John Winterton (1922–2012) und David Willoughby Winterton (1924–1998), er als Commander in der Royal Navy diente, hervor.

## Hintergrundliteratur
- Nick Smart: Biographical Dictionary of British Generals of the Second World War, Pen & Sword, Barnesley 2005, ISBN 1-844-1-50496